# Mulesing
Vous pouvez aider à l'améliorer ou bien discuter des problèmes sur sa page de discussion.
- Il manque de repères chronologiques ou de dates qu'il faudrait ajouter avec des sources. (Marqué depuis avril 2025)
- Il adopte un point de vue régional ou culturel particulier et nécessite une internationalisation. (Marqué depuis avril 2025)

- Archive Wikiwix
- Bing
- Cairn
- DuckDuckGo
- E. Universalis
- Gallica
- Google
- G. Books
- G. News
- G. Scholar
- Persée
- Qwant
- (zh) Baidu
- (ru) Yandex
- (wd) trouver des œuvres sur Wikidata

Le mulesing est une technique chirurgicale d'ablation d'une partie de la peau périanale des moutons,.
Le mulesing est une pratique courante en Australie comme un moyen de réduire l'incidence de la myase sur les moutons mérinos dans les régions où la myase est commune. Elle est douloureuse pour l'animal en l'absence d'analgésiques et pose donc des questions de bien-être animal.

## Opposition au mulesing
L'association des vétérinaires australiens et la Société royale pour la prévention de la cruauté envers les animaux australienne considèrent cette pratique comme nécessaire pour éviter la myase. L'association des vétérinaires australiens appuie toutefois le « développement et la mise en œuvre de solutions de rechange qui sont moins douloureuses. »
Certains défenseurs du bien-être animal sont fermement opposés au mulesing, et disent que la pratique est cruelle et douloureuse, et qu'il existe des solutions de remplacement plus humaines.
Cette pratique a entrainé en un boycott de la laine australienne par Abercrombie and Fitch en 2004 pour les États-Unis, sous pression de la PETA,. En juillet 2009, les représentants de l'industrie lainière australienne ont décidé de ne pas tenir leur engagement, fait en novembre 2004, d'éliminer la pratique du mulesing en Australie d'ici le 31 décembre 2010,,. Le mulesing est en voie de disparition en Nouvelle-Zélande.

## Histoire
La technique du mulesing est nommée d'après John Hawkes William Mules, qui en a élaboré les règles de principe en 1929. Alors qu'il tondait une brebis qui avait subi plusieurs attaques de myiase, Mules lui coupa avec ses cisailles une partie de la peau de son arrière-train. Après avoir effectué cette pratique sur d'autres moutons, Mules remarqua qu'elle empêchait la survenue de la myiase. La procédure a été améliorée et expérimentée sur d'autres animaux et on a démontré que cette technique réduisait bien la fréquence de la maladie. Son utilisation a été approuvée en Australie dans les années 1930. Cette pratique contribue donc grandement à la prévention de la myiase dans l'environnement australien. En Australie, on estime que la principale mouche responsable de la myiase, Lucilia cuprina, a été importée d'Afrique du Sud au XIXe siècle.
À l'origine, le mulesing était réalisé sur des moutons après le sevrage, car on le jugeait «trop douloureux» pour les agneaux. Toutefois, les agneaux semblent mieux supporter le procédé que les vieux moutons car la quantité de peau enlevée sur les jeunes agneaux est très faible, et ils sont en plus protégés pendant leur première année d'existence. Pour les agneaux de plus de deux mois, la période d'inconfort semble durer environ deux semaines, période au bout de laquelle la cicatrisation est complète ou presque. Les codes de bonne pratique interdisent le mulesing pour les ovins de plus de 12 mois.

## Méthode
Le mulesing est une intervention chirurgicale effectuée par une personne qui a obtenu le diplôme l'autorisant à pratiquer l'opération.
Alors que l'agneau est immobilisé (généralement dans un berceau de marquage), la peau plissée de l'arrière train de l'animal est enlevée jusque dans la région supérieure des pattes postérieures. Initialement, la procédure était effectuée avec les cisailles métalliques utilisées pour la tonte mais il existe désormais des cisailles conçues spécifiquement pour le mulesing. Dans le même temps, la queue est coupée et le moignon restant dénudé. Les découpes sont faites en ne touchant pas au tissu musculaire sous-jacent.
Le New South Wales Department of Primary Industries indique, dans son mode opératoire normalisé que, "si l'opération entraîne une douleur, aucune mesure de soulagement de la douleur avant ou après le geste n'est obligatoire". Si les antiseptiques, les anesthésiques et les analgésiques ne sont pas obligatoires pendant ou après la procédure, ils sont cependant souvent appliqués,. Le produit autorisé le plus utilisé pour soulager la douleur au cours de la procédure est le Tri-Solfen. Son utilisation est autorisée pour les vétérinaires et les employés de l'industrie ovine, tels que les éleveurs et les personnels chargés de l'opération.
Après ablation étendue et profonde de la peau qui est située autour de l'anus (et de la vulve chez les brebis) la zone guérit et laisse place à un tissu cicatriciel qui n'est pas souillé par les fæces ou les urines. La plupart des moutons ont une ablation de peau plus limitée qui n'enlève pas toute la peau, mais tout simplement supprime les replis laissant en place des espaces de peau et de laine.
Lorsque les consignes et procédures mises au point par le CSIRO sont appliquées, les agneaux subissent cette opération quelques semaines après la naissance. L'opération prend une à deux minutes. L'habitude est de faire cette opération en même temps que d'autres procédures telles que le marquage aux oreilles, le raccourcissement de la queue et la vaccination. Parce que la méthode ne supprime que la peau, sans toucher aux structures charnues sous-jacentes, les pertes de sang sont minimes et se limitent souvent à un petit saignement sur les bords de la coupe.
Après l'opération, les agneaux doivent être mis dans les pâturages propres. Les brebis et les agneaux de lait doivent avoir un minimum de perturbations jusqu'à la guérison complète de toutes les blessures (environ quatre semaines). La surveillance doit être effectuée à distance.
Le mulesing doit être achevé bien avant la saison de prolifération des mouches sinon il faut prévoir d'effectuer une protection chimique pour réduire les risques de contamination pour les agneaux et brebis.
Les agneaux qui sont abattus peu de temps après le sevrage n'ont généralement pas besoin de mulesing car ils peuvent être protégés par un simple traitement chimique pour le court moment où ils sont menacés par la maladie.